# Porto-Novo
Porto-Novo is de officiële hoofdstad van Benin en is, na de regeringszetel Cotonou, de grootste stad van het land. Porto-Novo ligt in het zuiden van het land en is ook de hoofdplaats van het departement Ouémé.

## Geschiedenis
Porto-Novo, toen nog Ajase, werd waarschijnlijk in de 16e eeuw gesticht en was de hoofdstad van het Yoruba-koninkrijk Popo. Porto-Novo bloeide dankzij de slavenhandel met de Portugezen, die er koloniale gebouwen oprichtten, waaronder een kathedraal. In de 19e eeuw was het koninkrijk Porto-Novo een vazalstaat van de Oyo. In 1863 vielen de Britten vanuit het oosten de stad aan. Hierop aanvaardde Porto-Novo de miitaire bescherming van Frankrijk. In 1883 werd Porto-Novo opgenomen in de Franse kolonie Dahomey. In 1900 werd Porto-Novo de hoofdstad van Dahomey.
De inheemse Afrikaanse koning Toffa van Porto Novo steunde de eerste en tweede militaire expeditie die Frankrijk met hulp van inheemse dragers in Senegal liet uitvoeren. Frankrijk wist met behulp van de koning van Porto Novo de verovering van Senegal te voltooien. De vorst en zijn opvolgers waren bevoorrechte steunpilaren van het Franse koloniale bestuur.
Een opvallende bevolkingsgroep is de Aguda, handelaren van Afro-Braziliaanse afkomst.

## Geografie
Porto-Novo ligt aan een lagune die uitgeeft op de Golf van Guinea. Er is een weg- en spoorverbinding met Cotonou, dat 32 km meer westelijk ligt, en een wegverbinding met Nigeria.

## Bevolking

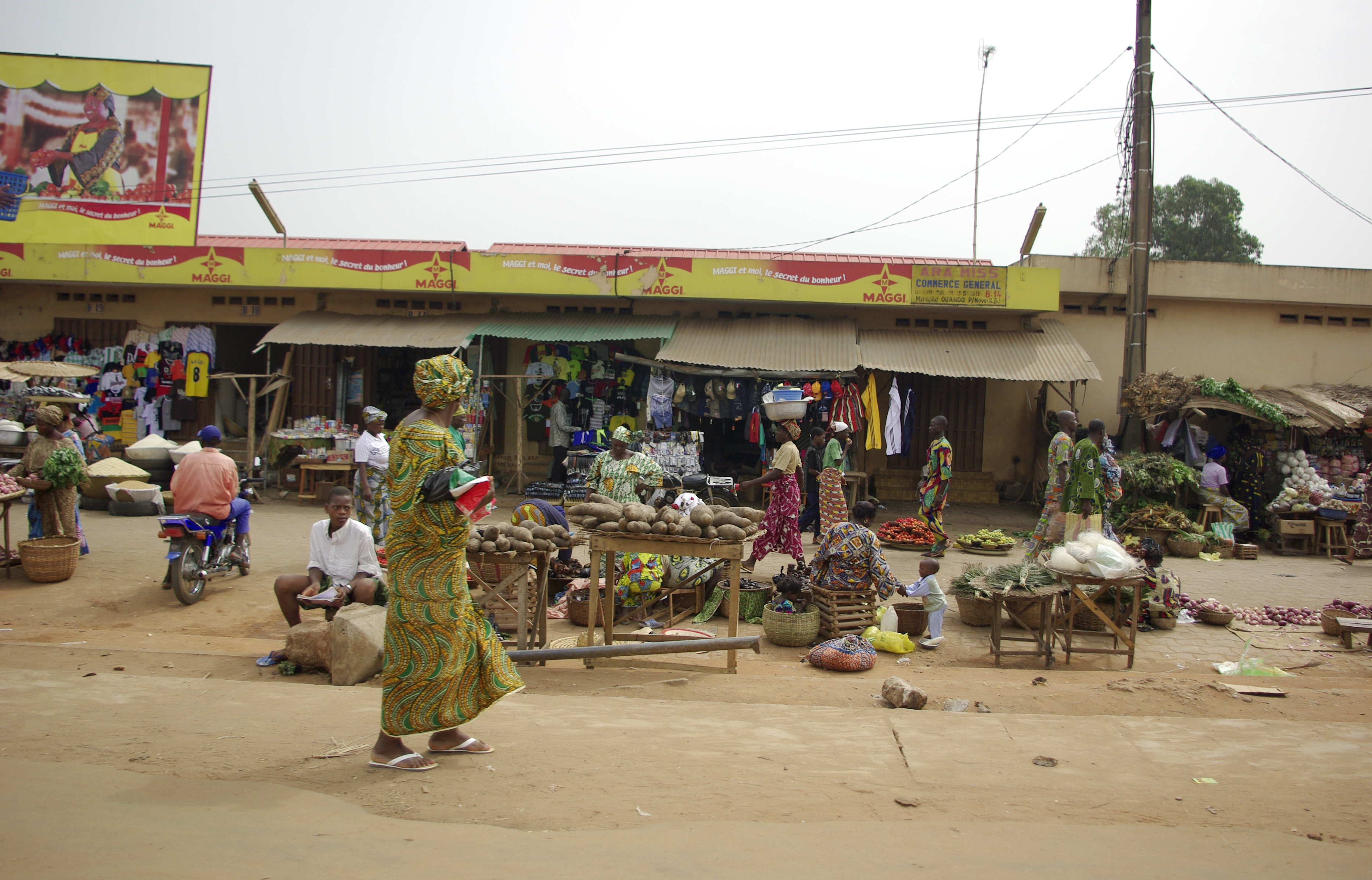
Markt in Porto-Novo

In 2013 had Porto-Novo 264.320 inwoners.
Bevolkingsontwikkeling:
- 1979: 133.168 inwoners
- 1992: 179.138 inwoners
- 2000: 210.400 inwoners
- 2002: 223.552 inwoners
- 2005: 234.168 inwoners

De meeste inwoners zijn christenen. De stad is de zetel van het rooms-katholieke bisdom Porto Novo. Er is een grote moslimminderheid.

## Economie
Cotonou heeft dankzij zijn diepzeehaven en zijn spoorverbinding met het binnenland Port-Novo op economisch gebied voorbijgestoken. Vanuit de haven van Porto-Novo worden katoen, palmolie, maïs, aardolie, marmer en kalksteen geëxporteerd. Als administratieve hoofdstad zijn onder andere de nationale bibliotheek en de nationale archieven gevestigd in Porto-Novo.

## Geboren
- Louis Ignacio-Pinto (1903-1984), rechtsgeleerde, diplomaat en politicus
- Sourou Migan Apithy (1913-1989), politicus
- Médard Zanou (1987-2009), voetballer

- Biblioteca Nacional de España: XX455476
- Bibliothèque nationale de France: cb119456832 (data)
- Gemeinsame Normdatei: 4116069-1
- Library of Congress Control Number: n80165057
- MusicBrainz: 6b9d9cfd-fe27-45df-83a3-4fd9f812ecf8
- Nationale Bibliotheek van Tsjechië: ge631602
- Nationale Bibliotheek van Israël: 987007566750505171
- Système universitaire de documentation: 027408566
- Virtual International Authority File: 139558868